# 痢止蒿
痢止蒿（学名：Ajuga forrestii）为唇形科筋骨草属下的一个种。

## 扩展阅读
- 維基物種上的相關：痢止蒿